# Kid Severin
Kid Severin, egentligen Anna Ingrid Cecilia Severin,  född Kellin 17 april 1909 i Hedvig Eleonora församling i Stockholms stad, död 25 maj 2000 i Oscars församling i Stockholm, var en svensk journalist, författare och manusförfattare.

## Biografi
Kid Severin var medarbetare i Expressen från starten 1944 till februari 2000. Hon har ofta utpekats som skapare till ordet kändis, men också till ordet  "doldis". Sannolikt var skaparen i båda fallen en annan, men Severin bidrog till att lansera dem i allmänt språkbruk genom sin plats i tidningen.
Kid Severin var dotter till redaktör Sam Kellin och Sofie Wichers. I sitt andra äktenskap var hon gift med militärläkaren Gustaf Severin. Hon är begravd på Norra begravningsplatsen.

## Filmmanus
- 1943 – Som du vill ha mej